# Nazionale femminile di roller derby della Danimarca
La nazionale di roller derby della Danimarca è la selezione maggiore femminile di roller derby, il cui nickname è Team Denmark, che rappresenta la Danimarca nelle varie competizioni ufficiali o amichevoli riservate a squadre nazionali. Si è classificata sesta nel Campionato europeo di roller derby 2014 di Mons.

## Risultati
Legenda: Grassetto: Risultato migliore, Corsivo: Mancate partecipazioni

## Dettaglio stagioni

### Amichevoli
| Stagione | Vin | Par | Per | Tot | PF  | PS  | avversaria                               |
| -------- | --- | --- | --- | --- | --- | --- | ---------------------------------------- |
| 2014     | 0   | 0   | 3   | 3   | 293 | 754 | Rolling Heartbreakers, Francia, Norvegia |
|          |     |     |     |     |     |     |                                          |
| Totale   | 0   | 0   | 3   | 3   | 293 | 754 |                                          |

### Tornei

#### Mondiali
| Stagione | regular season | regular season | regular season | regular season | regular season | regular season | playoff | playoff | playoff | playoff | playoff | playoff        | playoff    |
|          | Vin            | Par            | Per            | Tot            | PF             | PS             | Vin     | Per     | Tot     | PF      | PS      | risultato      | avversaria |
| -------- | -------------- | -------------- | -------------- | -------------- | -------------- | -------------- | ------- | ------- | ------- | ------- | ------- | -------------- | ---------- |
| 2014     | 0              | 0              | 2              | 2              | 108            | 503            | 2       | 0       | 2       | 577     | 304     | Diciannovesima | Porto Rico |
|          |                |                |                |                |                |                |         |         |         |         |         |                |            |
| Totale   | 0              | 0              | 2              | 2              | 108            | 503            | 2       | 0       | 2       | 577     | 304     |                |            |

#### Europei
| Stagione | regular season | regular season | regular season | regular season | regular season | regular season | playoff | playoff | playoff | playoff | playoff | playoff   | playoff    |
|          | Vin            | Par            | Per            | Tot            | PF             | PS             | Vin     | Per     | Tot     | PF      | PS      | risultato | avversaria |
| -------- | -------------- | -------------- | -------------- | -------------- | -------------- | -------------- | ------- | ------- | ------- | ------- | ------- | --------- | ---------- |
| 2014     |                |                |                |                |                |                | 1       | 2       | 3       | 405     | 442     | Sesta     | Galles     |
|          |                |                |                |                |                |                |         |         |         |         |         |           |            |
| Totale   |                |                |                |                |                |                | 1       | 2       | 3       | 405     | 442     |           |            |

### Riepilogo bout disputati
| Anno | Luogo      | Evento        | Fase del torneo             | Incontro                          | Risultato |
| 2014 | Copenaghen | Amichevole    |                             | Danimarca - Rolling Heartbreakers | 122 - 292 |
| 2014 | Oslo       | Triple Header |                             | Danimarca - Francia               | 83 - 236  |
| 2014 | Oslo       | Triple Header |                             | Norvegia - Danimarca              | 226 - 88  |
| 2014 | Mons       | Europeo       | Quarti di finale            | Danimarca - Belgio                | 79 - 82   |
| 2014 | Mons       | Europeo       | Primo turno di consolazione | Spagna - Danimarca                | 96 - 126  |
| 2014 | Mons       | Europeo       | Finale 5º - 6º posto        | Galles - Danimarca                | 264 - 200 |
| 2014 | Dallas     | Mondiale      | Fase a gironi               | Canada - Danimarca                | 301 - 23  |
| 2014 | Dallas     | Mondiale      | Fase a gironi               | Danimarca - Argentina             | 85 - 202  |
| 2014 | Dallas     | Mondiale      | Fase di consolazione        | Portogallo - Danimarca            | 135 - 245 |
| 2014 | Dallas     | Mondiale      | Fase di consolazione        | Danimarca - Porto Rico            | 332 - 169 |

## Confronti con le altre Nazionali
Questi sono i saldi della Danimarca nei confronti delle Nazionali incontrate.

### Saldo positivo
| Nazionale  | Giocate | Vinte | Pareggiate | Perse | PF  | PS  | Ultima vittoria | Ultimo pari | Ultima sconfitta |
| ---------- | ------- | ----- | ---------- | ----- | --- | --- | --------------- | ----------- | ---------------- |
| Porto Rico | 1       | 1     | 0          | 0     | 339 | 169 | 2014            | -           | -                |
| Portogallo | 1       | 1     | 0          | 0     | 245 | 135 | 2014            | -           | -                |
| Spagna     | 1       | 1     | 0          | 0     | 126 | 96  | 2014            | -           | -                |

### Saldo negativo
| Nazionale | Giocate | Vinte | Pareggiate | Perse | PF  | PS  | Ultima vittoria | Ultimo pari | Ultima sconfitta |
| --------- | ------- | ----- | ---------- | ----- | --- | --- | --------------- | ----------- | ---------------- |
| Canada    | 1       | 0     | 0          | 1     | 23  | 301 | -               | -           | 2014             |
| Francia   | 1       | 0     | 0          | 1     | 83  | 236 | -               | -           | 2014             |
| Norvegia  | 1       | 0     | 0          | 1     | 88  | 226 | -               | -           | 2014             |
| Argentina | 1       | 0     | 0          | 1     | 85  | 202 | -               | -           | 2014             |
| Galles    | 1       | 0     | 0          | 1     | 200 | 264 | -               | -           | 2014             |
| Belgio    | 1       | 0     | 0          | 1     | 79  | 82  | -               | -           | 2014             |